# Leopold Paasch
Leopold Paasch (* 30. Mai 1912 in Berlin; † 28. Februar 1988 in Altomünster) war ein deutscher Komponist und Pianist.

## Leben

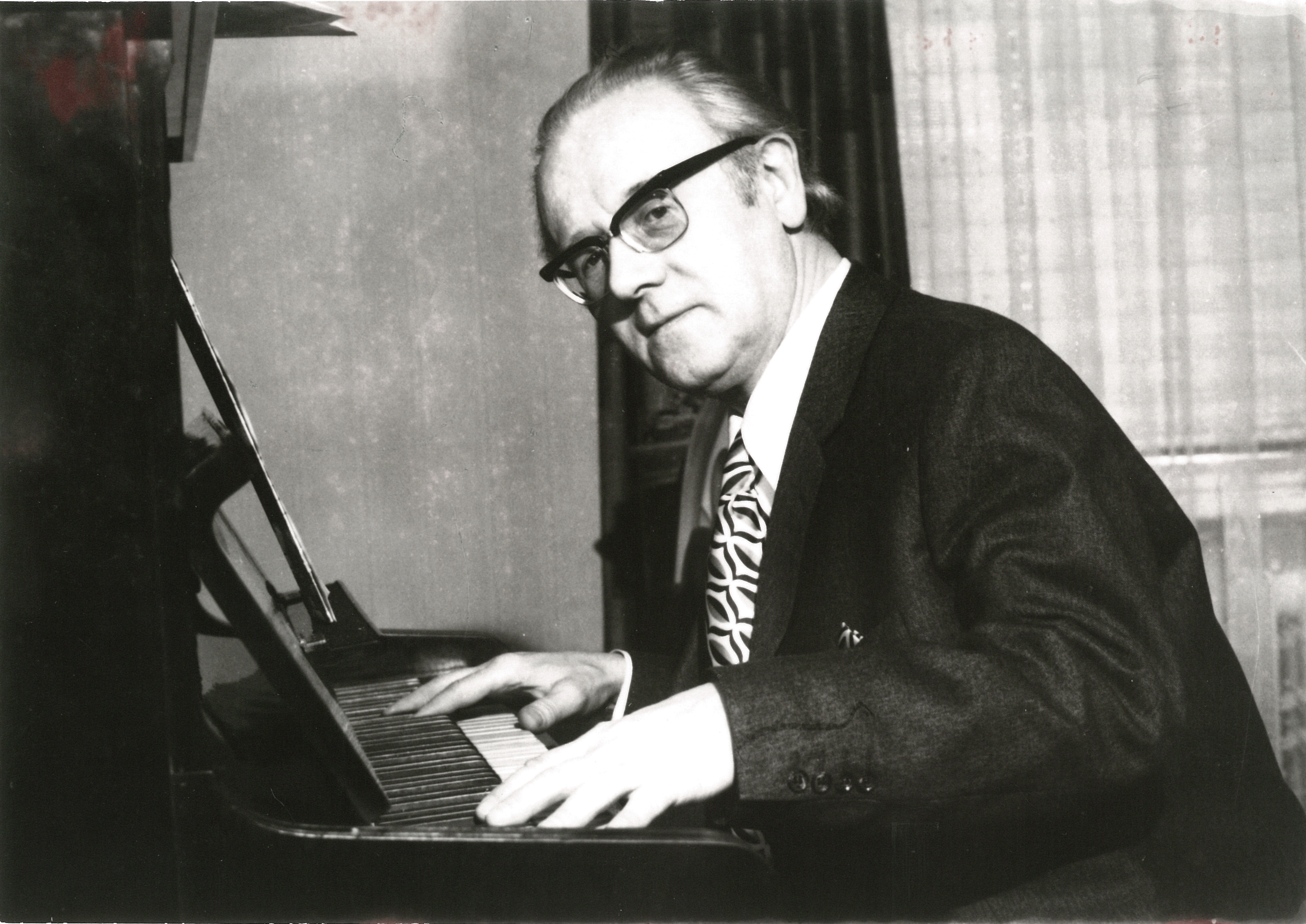
Leopold Paasch

Leopold Paasch, genannt „Poldi“, wurde als einziges Kind des Kunstverlegers Leopold Carl Paul Paasch und seiner Ehefrau Martha Dorothea Viktoria Schulte geboren.
Im Alter von fünf Jahren spielte er nach Gehör Klavier. Eltern und Großeltern waren sehr musikalisch. Die Großmutter hatte ein Konservatorium in Berlin-Hansaviertel. Während der Schuljahre bekam er mehrmals Klavierunterricht, hielt sich aber nicht gerne an die vorgeschriebenen Noten.
Mit 16 Jahren hatte er erste musikalische Einfälle und bildete sich autodidaktisch weiter. Später nahm er bei einem Arrangeur Unterricht in Harmonielehre und Komposition. Nach der Schulzeit musste Leopold Paasch auf Wunsch seiner Eltern von 1931 bis 1934 eine Kaufmannslehre absolvieren.
1934 wurde sein erstes Werk, „Mit meiner Geige“, gedruckt. Am 8. November 1937 beantragte er die Aufnahme in die NSDAP und wurde rückwirkend zum 1. Mai desselben Jahres aufgenommen (Mitgliedsnummer 5.377.683). Bis 1940 arbeitete er als kaufmännischer Angestellter und veröffentlichte nebenbei zahlreiche Kompositionen, wie z. B. einen seiner größten Erfolge, den Schlager „Du stehst nicht im Adressbuch“ 1939, bei dem der Text von Erik Schäfer-Wallnau  stammte.
Von Anfang 1940 bis zu seiner Einberufung zum Militär im Herbst war er als freiberuflicher Propagandist für den Beboton-Verlag tätig.
Im Krieg war Leopold Paasch Mitglied der Propaganda-Kompanie, Abteilung Kunst, in Potsdam, Posen und Simferopol auf der Krim und wirkte als Sänger, Pianist und Komponist zur Unterhaltung der Truppe mit.
1943 und 1944 leitete er die Krim-Revue „Luxusyacht Marina“ im Landestheater Simferopol, zu der er die Musik komponierte und die Aufführungen am Klavier begleitete.
Nach dem Krieg arbeitete Leopold Paasch bis 1947 für die amerikanischen Streitkräfte in Rosenheim, bevor er mit seiner Frau und zwei Kindern wieder nach Berlin zog.
Dort widmete er sich verstärkt dem Komponieren, musste aber für den Unterhalt seiner Familie sorgen, indem er als Pianist überwiegend eigene Werke an vielen verschiedenen Veranstaltungsorten spielte. 1952 erschien sein zweiter großer Erfolg, der Titel „Alte Lieder, traute Weisen“ (gesungen von Peter Alexander und Lale Andersen). 1974 zog er nach Altomünster in Bayern, wo er am 28. Februar 1988 verstarb.

## Werke (Auswahl)
Leopold Paasch hat über 300 Kompositionen und zahlreiche Liedertexte geschaffen.
Hier noch beispielhaft einige Kompositionen aus seinem umfangreichen Werk:
- Bolero Festivo (Bolero)
- Das Paradies der Kindheit (Lied)
- Ein Sonntag in Wien (Walzer)
- Episode eines Lebens (Rhapsodische Skizze)
- Fascinating Lights (Orchesterfantasie)
- Spitzentänzerin (Intermezzo)
- Ich möcht’ so gern mal richtig Boogie-Woogie tanzen (Boogie)
- Ich stell’ den Rundfunk ganz leise ein (Schlager)
- Gruß aus Altomünster (Marsch)
- Night Post (Träumerei).